# Hjärtglykosider
Hjärtglykosider är en kategori av naturligt förekommande substanser som påverkar hjärtats slagkraft och slagrytm. Hjärtglykosider förekommer i hudkörtlarna hos en del grodor, i de gift som sjöstjärnor, sjögurkor och sjöborrar kan utsöndra, samt i ett flertal växter.
Hjärtglykosider består av steroiden aglykon samt en eller flera kolhydratmolekyler.
Exempel på några hjärtglykosider är:
- digoxin och digitoxin från fingerborgsblommor
- proscillaridin A från sjölök
- ouabain från strofantus
- convallatoxin från liljekonvalj.

Ovan nämnda hjärtglykosider används som hjärtmediciner. Av dessa är det endast digoxin som fortfarande används i Sverige.